# Jovana Gogić
Jovana Gogić est une joueuse de volley-ball serbe née le 31 mars 1993 à Zvornik. Elle mesure 1,80 m et joue au poste de passeuse. 

## Clubs
| Club                       | De        | À         |
| -------------------------- | --------- | --------- |
| Postar 064 Belgrade        |           | 2009-2010 |
| ŽOK Jedinstvo Stara Pazova | 2010-2011 | 2010-2011 |
| VBC Voléro Zurich          | 2011-2012 | nov 2013  |
| VT Aurubis Hamburg         | 2013-2014 | 2013-2014 |
| Smaesch Pfeffingen         | 2014-2015 | 2014-2015 |
| Volley Köniz               | 2015-2016 | 2015-2016 |
| LP Kangasala               | 2016-2017 | 2016-2017 |
| ŽOK Spartak                | 2017-2018 | 2017-2018 |
| AEK Larnaca                | 2018-2019 | 2018-2019 |
| CV Olímpico                | 2019-2020 | 2019-2020 |
| SK UP Olomouc              | 2020-2021 | …         |

## Palmarès
- Championnat de Suisse
  - Vainqueur : 2012, 2013.
- Coupe de Suisse
  - Vainqueur : 2012, 2013.
- Championnat de Serbie
  - Vainqueur : 2008, 2009.
- Coupe de Serbie
  - Vainqueur : 2008, 2009.